# Holmes Welch
Holmes Hinkley Welch (1924–1981) war ein bedeutender US-amerikanischer Gelehrter des Daoismus und des chinesischen Buddhismus des frühen 20. Jahrhunderts.

## Biografie
Während des Zweiten Weltkriegs diente Welch im russischen Sektor des Office of European Affairs des US-Außenministeriums. Welch schrieb eine Reihe von Büchern über die chinesischen Religionen, die in der Welt der Wissenschaft hoch angesehen sind. Er schrieb sein erstes Buch The Parting of the Way: Lao Tzu and the Taoist Movement (1957), während er seine beiden B.A. und seinen M.A. an der Harvard University machte. Nach seinem Abschluss zog Welch 1957 nach Hongkong, wo er bis 1959 als politischer Offizier im Büro des Generalkonsulats tätig war. In den späten 1960er und frühen 1970er Jahren schrieb und verlegte Welch fünf weitere Bücher über den Daoismus und den chinesischen Buddhismus, darunter seine Trilogie über den chinesischen Buddhismus des 20. Jahrhunderts: The Practice of Chinese Buddhism: 1900–1950 (1967), The Buddhist Revival in China (1968) und Buddhism Under Mao (1972). Während dieser Zeit war Welch wissenschaftlicher Mitarbeiter am East Asian Research Center in Harvard, Dozent in Harvard und Yale und schließlich stellvertretender Direktor des Harvard Center for Study of World Religions.

## Publikationen
- The Parting of the Way: Lao Tzu and the Taoist Movement. 1957.
- The Practice of Chinese Buddhism: 1900–1950. Cambridge, MA: Harvard University Press, 1967.
- The Buddhist Revival in China. With a section of photos by Henri Cartier-Bresson. Cambridge, MA: Harvard University Press, 1968.
- Taoism: The Parting of the Way. 1971.
- Buddhism Under Mao. Cambridge, MA: Harvard University Press, 1972.
- (Hrsg., mit Anna Seidel) Facets of Taoism: Essays in Chinese Religion. 1979. (The Ideology of the T'ai p'ing ching by Max Kaltenmark, 2. Religious Taoism and popular religion from the Second to Seventh Centuries by Rolf A. Stein, 3. Local Cults around Mount Lu at the Time of Sun En's Rebellion by Hisayuki Miyakawa, 4. K'ou Ch'ien-chih and the Taoist Theocracy at the Northern Wei Court, 425–451 by Richard B. Mather, 5. On the Alchemy of T'ao Hung-ching by Michel Strickmann, 6. The Chinese Belief in Baleful Stars by Ching-lang Hou, 7. Taoist Monastic Life by Yoshitoyo Yoshioka, 8. The formation of the Taoist Canon by Ninji Ofuch, 9. Taoist Studies in Japan by Tadao Sakai and Tetsuro Noguchi.)